# Sólista (film)
Sólista (v anglickém originále The Soloist) je britsko-americký dramatický film z roku 2009. Byl inspirován příběhem hudebníka Nathaniela Ayerse, který přestal studovat na Juilliard School kvůli psychickým potížím. Později se usadil v Los Angeles, kde hrál hudbu na ulicích. Zde jej potkal novinář Steve Lopez, který o něm začal psát sloupky do Los Angeles Times a spřátelil se s ním. Mezi filmem a skutečností je několik změn, ve skutečnosti Ayers hrál na kontrabas, zatímco ve filmu na violoncello. Režisérem snímku byl Joe Wright, který jej natočil podle scénáře Susannah Grant. Inspirován byl Lopezovou knihou o Ayersovi. V hlavních rolích se zde představili Jamie Foxx a Robert Downey Jr., dále zde hráli například Catherine Keener, Tom Hollander a Lisa Gay Hamilton. Foxx si nechal pro svou roli poškodit přední zuby, aby vypadal více jako bezdomovec. Ve Spojených státech amerických měl snímek premiéru 24. dubna 2009, ve Spojeném království pak 11. září téhož roku.